# Carole Ann Ford
Pour les articles homonymes, voir Ford (homonymie).
 (novembre 2017).
Si vous disposez d'ouvrages ou d'articles de référence ou si vous connaissez des sites web de qualité traitant du thème abordé ici, merci de compléter l'article en donnant les références utiles à sa vérifiabilité et en les liant à la section « Notes et références ».
Carole Ann Ford, née le 16 juin 1940, est une actrice britannique. Elle est principalement connue pour avoir incarné Susan Foreman dans la série télévisée anglaise Doctor Who.

## Carrière
En dehors de Doctor Who, Carole Ann Ford eut une carrière assez variée au théâtre, dans des comédies, des drames et des comédies musicales tels que Le Livre de la jungle, Stranger in the House, Bakerloo to Paradise, The Owl and the Pussycat, The Rumpus, Orgueil et Préjugés, Inadmissible Evidence, Enrico, Expresso Bongo, La Belle au bois dormant, You Never Can Tell, Ned Kelly, Mother, MacBett, The Boy Friend, Have You Seen Manchester, et Private Lives.
Au cinéma, elle joue aussi dans des films comme Sarah (un film sur la vie de Sarah Bernhardt), Hiding Place, The Great St Trinian's Train Robbery, Mix Me a Person et le rôle de la Française aveugle Bettina dans le film de science-fiction La Révolte des Triffides.
En dehors de Doctor Who elle apparait à la télévision dans des films et des téléfilms comme Suspense, Whatever Happened to the Likely Lads?, Public Eye, Emergency Ward 10 (l'un des premiers soap opéra du Royaume-Uni), Attorney General, Compact, et une version téléfilm de Le crime était presque parfait. Selon le documentaire Doctor Who: Origins, c'est une apparition dans la série Z-Cars qui conduisit Carole Ann Ford à être auditionnée pour la série Doctor Who.
À la fin des années 1960, et après son départ de la série Doctor Who, elle se retrouve à ne jouer sans arrêt que des clones du personnage de Susan, qu'elle interprétait dans la série. Elle met alors de côté sa carrière d'actrice pour élever ses deux enfants. Elle travaille aussi comme professeur de théâtre et donne des cours d'aide pour les présentations de politiciens ou de chefs d'entreprises.

## Doctor Who
Carole Ann Ford fait partie du casting original de la série et joue l'un des tout premiers compagnons du Docteur aux côtés de Jacqueline Hill (Barbara Wright) et de William Russell (Ian Chesterton). Elle y joue le rôle de la petite fille du premier Docteur, ce qui lui donne un rôle plus que prépondérant dans la mythologie développée autour de la série. Apparaissant pour la première fois dans le pilote An Unearthly Child, elle tient le rôle d'une adolescente surdouée mais aussi très craintive et émotive. Ne voyant pas vraiment d'évolution dans son rôle, elle et son mari font pression pour qu'elle parte de la série. Premier compagnon à quitter le Docteur, elle quitte la série à la fin du deuxième épisode (ou sérial) de la deuxième saison, The Dalek Invasion of Earth. Elle est brièvement de retour en 1983 dans The Five Doctors, un épisode spécial pour les 20 ans de la série ainsi que dans celui pour les 30 ans, Dimensions in Time.
Doctor Who étant devenu une série culte, elle est principalement connue pour son rôle de Susan, même si elle accepte de jouer un rôle dans un film spin-off de Doctor Who sorti en 1995 en direct-to-video : Shakedown: Return of the Sontarans. Elle fait de nombreux doublages, commentaires vidéos et présentations pour les rééditions des premières saisons de Doctor Who en DVD et reprend le rôle de Susan dans quatre pièces de théâtre radiophoniques de Doctor Who par "Big Finish Productions".
Elle fait également une apparition lors des Proms 2013.
Elle est représentée en photographie sur le bureau du Docteur dans l'épisode 1 de la saison 10.
32 ans après sa dernière apparition dans l'épisode spécial "Dimensions in Time", elle réapparaît finalement dans les trois derniers épisodes de la saison 2 de la troisième série Doctor Who en 2025.

## Filmographie
- 1948 : The Last Load
- 1959 : The Ghost Train Murder
- 1962 : Mix Me a Person
- 1962 : La Révolte des Triffides
- 1963 - 1964 : Doctor Who
- 1963 : The Punch and Judy Man
- 1966 : The Great St. Trinian's Train Robbery
- 1967 : Dehors devant la porte
- 1975 : The Hiding Place
- 1983 : The Five Doctors
- 1993 : Dimensions in Time
- 2013 : The Five(ish) Doctors Reboot
- 2025 : Doctor Who